# کلومرلاند ان‌نیوکرایس‌لاند
کلومرلاند ان‌نیوکرایس‌لاند (به هلندی: Kollumerland en Nieuwkruisland) یک منطقهٔ مسکونی در هلند است که در فریسلاند واقع شده‌است. کلومرلاند ان‌نیوکرایس‌لاند ۱ متر بالاتر از سطح دریا واقع شده‌است.